# Північна Добруджа

Мапа Румунії з позначенням Північної Добруджі

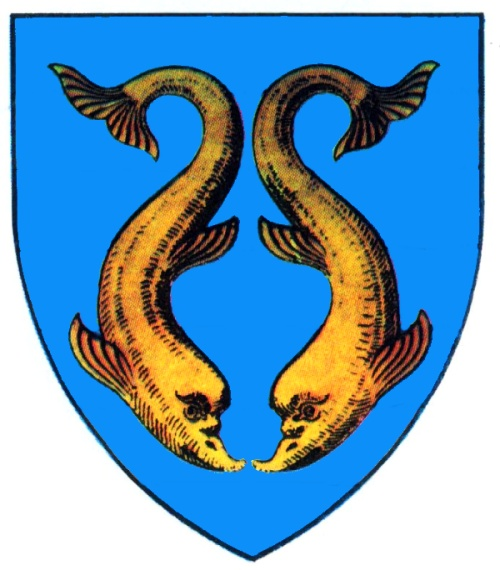
Герб Добруджі

Північна Добруджа (рум. Dobrogea; болг. Северна Добруджа) — частина Добруджі в межах Румунії. Розташована між нижньою течією Дунаю і Чорним морем, межує на півдні з болгарською Південною Добруджою. До першої світової війни належала Болгарії.
Має площу 15,500 км² і населення трохи більше мільйона. Входить до складу повітів Констанца, Тульча.